# Градишко
Градишко (словен. Gradiško) је насељено мјесто у општини Блоке, Приморско-нотрањска регија, Словенија.

## Историја
До територијалне реорганизације у Словенији било је у саставу старе општине Церкница.

## Становништво
У попису становништва из 2011. године, Градишко је имало 4 становника.
| Број становника према пописима | Број становника према пописима | Број становника према пописима |
| ------------------------------ | ------------------------------ | ------------------------------ |
| 1991                           | 2002                           | 2011                           |
| 7                              | З                              | 4                              |

- Ознака З представља заштићене податке